# Cañoncitos de dulce de leche
Els cañoncitos de dulce de leche són una varietat de pastes fetes amb pasta fullada farcida d'almívar de llet. Es cuinen al forn i es presenten empolvorats amb sucre de llustre i, de vegades, amb un tap fet de xocolata. En són típics de les gastronomies de l'argentina i de la uruguaiana. Aquest pastís va ser batejat així, probablement, pels forners immigrants espanyols els quals van arribar al Riu de la Plata a les darreries del segle xix. Molts n'eren anarquistes, i tenien per costum utilitzar noms fortament sarcàstics, anticlericals, etc., per als seus productes (així doncs, el pastís anomenat berlinesa és conegut com a bola de fraile [collon de frare] o suspiro de monja...).